# Polar (band)
Polar is een hardcore-punk band uit Guildford, Engeland. De band is opgericht in 2009. In 2012 verscheen hun eerste album, Iron Lungs. In 2014 kwam hun tweede album uit, genaamd Shadowed by Vultures. In 2016 verscheen het album No Cure, No Saviour. Op 5 april 2019 komt het vierde album uit, Nova.

## Bezetting
- Adam Woodford - zang
- Fabian Lomas - gitaar, zang
- Max O'Neill - gitaar, zang
- Rick Keenan - basgitaar
- Nick Jones - drums

## Discografie

### Albums
- Iron Lungs (2012)
- Shadowed by Vultures (2014)
- No Cure, No Saviour (2016)
- Nova (2019)

### Ep's
- This Polar Noise (2010)
- Inspire Create Destroy (2013)